# Relations entre la Norvège et la Nouvelle-Zélande
Les relations entre la Norvège et la Nouvelle-Zélande font référence aux relations bilatérales entre le royaume de Norvège et la Nouvelle-Zélande.

## Histoire
Les relations diplomatiques entre la Nouvelle-Zélande et la Norvège ont été établies en 1905. Environ 1 400 Norvégiens vivent en Nouvelle-Zélande et 929 Néo-zélandais vivent en Norvège.